# Route nationale 51
Die Route nationale 51, kurz N 51 oder RN 51, ist eine französische Nationalstraße.
Sie wurde 1824 zwischen Orléans und Mézières festgelegt. 1826 wurde sie über Mézières hinaus bis zur belgischen Grenze bei Givet verlängert. Sie geht zurück auf die Route impériale 3 (Grenze-Reims) und 44 (Reims-Orléans). Zwischen Fontainebleau und Montereau-Fault-Yonne war sie durch die N5 und N5bis unterbrochen. Ihre Gesamtlänge betrug 396 Kilometer. 1973 wurde sie auf den Abschnitt Épernay – belgische Grenze gekürzt. Dabei wurde der Abschnitt von Charleville-Mézières bis Tremblois-lès-Rocroi von der N43 übernommen und somit die N51 zweigeteilt. Außerdem übernahm die N152 1973 den Abschnitt zwischen Orléans und Fontainebleau. 2006 erfolgte die Abstufung des Teils Épernay – Charleville-Mézières, sowie Rocroi – belgische Grenze bei Givet. Die N51 wird seitdem von Rocroi aus direkt nach Norden zur belgischen Grenze über die Trasse der N385 geführt. 2018 wurde mit der Inbetriebnahme der A 304 von Trembles aus weiter nach Norden die N51 durch deren Trasse unterbrochen und abgestuft.

## Streckenführung
| Position | höchste zulässige Gesamtgeschwindigkeit | Fahrbahnen | Typ                          | Abschnitt                     | Längengrad | Breitengrad |
| -------- | --------------------------------------- | ---------- | ---------------------------- | ----------------------------- | ---------- | ----------- |
| 1        | 110                                     | 2          | Beginn der Autobahn          | A 34                          | 49.5178    | 4.3923      |
| 2        | 110                                     | 2          | Vollständige Anschlussstelle | Rethel (nord) - D985          | 49.5232    | 4.3713      |
| 3        | 110                                     | 2          | Teil-Anschlußstelle          | Rethel (Stadt)-Écly-D946      | 49.5191    | 4.3509      |
| 4        | 110                                     | 2          | Vollständige Anschlussstelle | Rethel (Süd) - Acy            | 49.4971    | 4.3541      |
| 5        | 110                                     | 2          | Teil-Anschlußstelle          | Tagnon                        | 49.4487    | 4.2953      |
| 6        | 110                                     | 2          | Teil-Anschlußstelle          | Tagnon                        | 49.4422    | 4.2812      |
| 7        | 110                                     | 2          | Teil-Anschlußstelle          | Tagnon                        | 49.4337    | 4.2793      |
| 8        | 110                                     | 2          | Vollständige Anschlussstelle | Le Châtelet-sur-Retourne      | 49.4197    | 4.2655      |
| 9        | 110                                     | 2          | Teil-Anschlußstelle          | La Gentillerie                | 49.3857    | 4.2304      |
| 10       | 110                                     | 2          | Vollständige Anschlussstelle | Isles-s/Suippe - Warmeriville | 49.3517    | 4.2037      |
| 11       | 110                                     | 2          | Vollständige Anschlussstelle | Les Sohettes                  | 49.3393    | 4.1801      |
| 12       | 110                                     | 2          | Teil-Anschlußstelle          | Lavannes-Pomacle              | 49.3237    | 4.1615      |
| 13       | 110                                     | 2          | Vollständige Anschlussstelle | Caurel                        | 49.3130    | 4.1486      |
| 14       | 110                                     | 2          | Ende der Autobahn            | A 34                          | 49.3130    | 4.1486      |